# Sannois
Sannois is een gemeente in het Franse departement Val-d'Oise (regio Île-de-France) en telt 25.349 inwoners (1999). De plaats maakt deel uit van het arrondissement Argenteuil.

## Geografie
De oppervlakte van Sannois bedraagt 4,8 km², de bevolkingsdichtheid is 5281,0 inwoners per km².
De onderstaande kaart toont de ligging van Sannois met de belangrijkste infrastructuur en aangrenzende gemeenten.

## Demografie
Onderstaande figuur toont het verloop van het inwonertal (bron: INSEE-tellingen).

## Geboren
- Serge Beucherie (1955), wielrenner en ploegleider